# Hans Regensburger
Hans Regensburger (Reigenburger, Reinsburger) var en tysk bild- och stenhuggarmästare, verksam i Sverige under 1650-talet.
Han kom troligen från Regensburg i Tyskland och anlitades för att utföra arbeten på Riddarhusbygget i Stockholm 1650–1652. För Axel Oxenstiernas gods Fiholm i Sörmland utförde han 1652 en dekorerad spis i matsalen. Han blev mästare i Stockholms stenhuggarämbete 1655.  